# مکس آمان

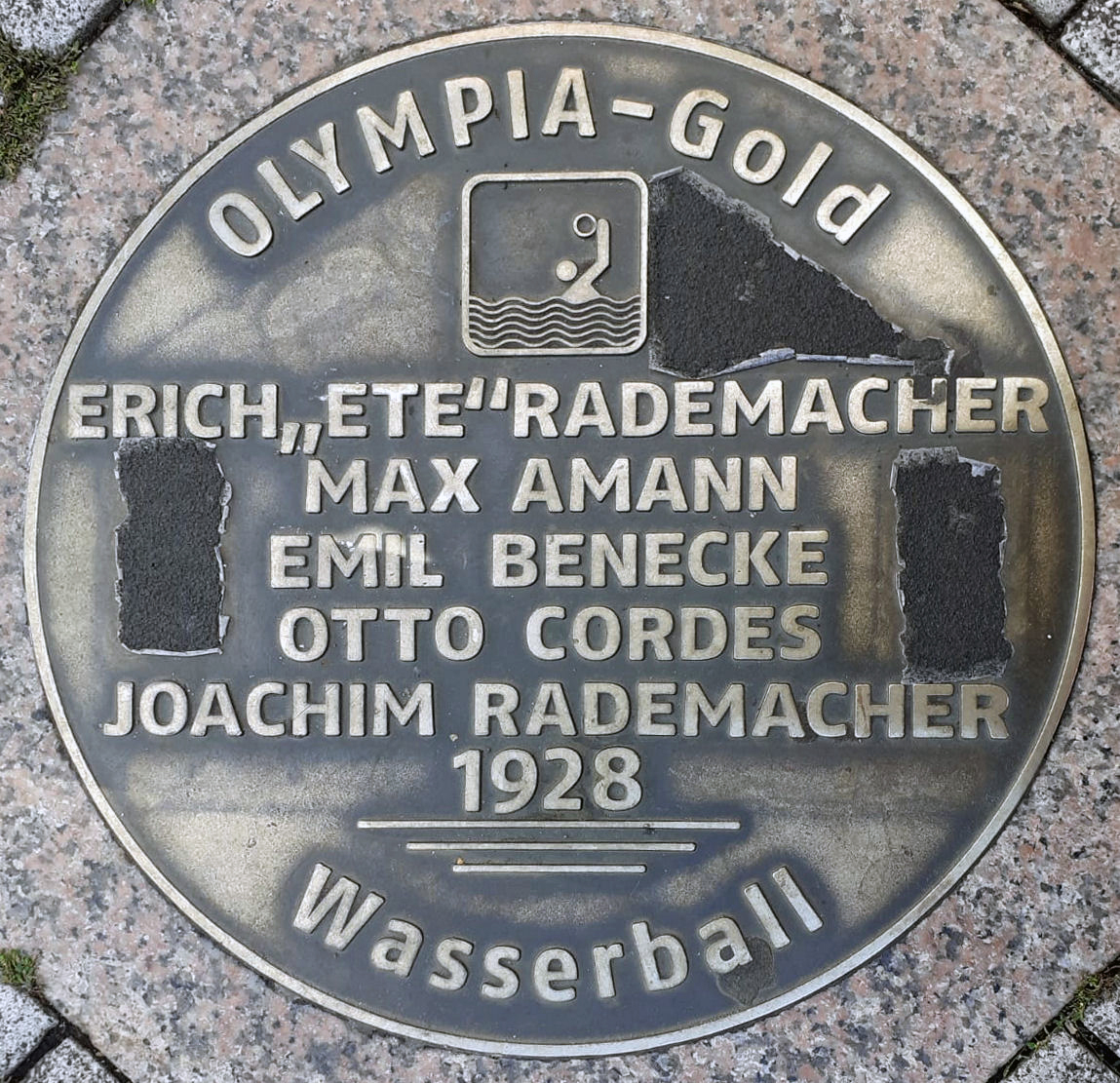
لوح یادبود مکس آمان در برلین - ۲۰۲۰

مکس آمان (انگلیسی: Max Amann; ۱۹ ژانویهٔ ۱۹۰۵ – ۲۴ دسامبر ۱۹۴۵) بازیکن واترپلو اهل آلمان بود.